# Lidia San José
Lidia San José Segura (Madrid, 2 de enero de 1983) es una historiadora y actriz española de teatro, televisión y cine.

## Biografía
Licenciada en Historia por la Universidad Complutense de Madrid.
Posó para la revista Maxim en su versión española, en febrero de 2006. En septiembre de 2008 sustituyó a Carmen Morales en la obra Olvida los tambores. En agosto de 2009 representó la comedia Escándalo en palacio con Pedro Ruiz, en el papel de Carla Bruni.
En 2010 presentó la serie documental de diecisiete episodios Reyes de España, para el Canal de Historia. En 2014 participó en el curso de la Universidad Nacional de Educación a Distancia sobre cine, mujer y religión.
En 2016 formó parte del reparto de la serie Paquita Salas, iniciada en Flooxer aunque fue emitida en Netflix.
Desde 2022 presenta junto a Leonor Martín el programa Los pilares del tiempo en La 2 de TVE.

## Filmografía

### Películas
- El niño invisible (1995), en el papel de Lío.
- Cosa de brujas (2003), en el papel de Azucena.
- Ekipo Ja (2007), en el papel de invitada fiesta (no acreditada).
- El secreto de la abuela (2007), en el papel de Lita.
- Save the Zombies (2013), en el papel de María Mestriño.

### Series de televisión
| Año       | Serie                  | Personaje            | Notas        | Canal               |
| --------- | ---------------------- | -------------------- | ------------ | ------------------- |
| 1995      | ¡Ay, Señor, Señor!     | Paula                | 1 episodio   | Antena 3            |
| 1995      | Farmacia de guardia    |                      | 1 episodio   | Antena 3            |
| 1997      | La casa de los líos    | Alba                 | 1 episodio   | Antena 3            |
| 1998-1999 | A las once en casa     | Lucía                | 65 episodios | La 1                |
| 2000      | Telepasión española    | Varios personajes    | 1 episodio   | La 1                |
| 2000-2002 | ¡Ala... Dina!          | Eva García León      | 64 episodios | La 1                |
| 2004      | Diez en Ibiza          | Álex                 | 10 episodios | La 1                |
| 2009      | La hora de José Mota   | Varios personajes    | 2 episodios  | La 1                |
| 2009      | Yo soy Bea             | Modelo               | 1 episodio   | Telecinco           |
| 2016-2019 | Paquita Salas          | Lidia San José       | 12 episodios | Flooxer / Netflix   |
| 2017      | Nada personal          | Natalia del Castillo | 77 episodios | TV Azteca           |
| 2018      | Luis Miguel, la serie  | Ana                  | 3 episodios  | Telemundo / Netflix |
| 2020-2022 | Control Z              | Gabriela             | 24 episodios | Netflix             |
| 2020      | Adentro                | Almendra             | 1 episodio   | Netflix             |
| 2022      | Los pilares del tiempo | Ella misma           | 10 episodios | La 2                |
| 2023      | P#t@s redes sociales   | Ejecutiva            | 2 episodios  | Prime Video         |
| 2025      | Perfil falso           | Vannessa del Rio     | 10 episodios | Netflix             |

## Programas de televisión
- Reyes de España (17 episodios, 2010). Como presentadora.
- Los pilares del tiempo (10 episodios, 2022). Como presentadora.